# Blagoja Georgievski
Blagoja Georgievski (in macedone Благоја Георгиевски?; Skopje, 15 ottobre 1950 – Skopje, 29 gennaio 2020) è stato un cestista jugoslavo.

## Carriera
Con la Jugoslavia ha disputato due edizioni dei Giochi olimpici (Monaco 1972, Montréal 1976) e i Campionati europei del 1971.